# 奥様は魔女 (1942年の映画)
『奥様は魔女』（おくさまはまじょ、I Married a Witch）は、1942年のアメリカ合衆国のファンタジー・ロマンティック・コメディ映画。監督はルネ・クレール、出演はフレドリック・マーチとヴェロニカ・レイクなど。ソーン・スミスとノーマン・H・マトソンの1941年のファンタジー小説『The Passionate Witch』を原作としている。後の人気テレビシリーズ『奥さまは魔女』の原点とも言える作品である。
パラマウント映画が製作し、ユナイテッド・アーティスツに売却された後に公開された。

## ストーリー
17世紀末のアメリカ。セイラム村の魔法使いジェニファーと父ダニエルは火あぶりとなり、その灰が木の下に埋められ封じ込められる。自分たちを告発したジョナサン・ウーリーへの復讐のため、ジェニファーはウーリー家の男たちが今後代々「間違った相手」と結婚するように呪いをかける。そしてウーリー家の男たちは何代にも渡り、口うるさい女と結婚することになる。
1942年、稲妻が木を割ったためにジェニファーとダニエルは自由の身となる。一方、ウーリー家の当主ウォレスは州知事選に立候補し、彼の支援者の娘エステルとの結婚を控えていた。そんなウォレスを破滅に追い込もうとジェニファーはウォレスに「ほれ薬」を飲ませようとするが、ふとしたことから自分で飲んでしまい、ウォレスに恋してしまう。

## 登場人物
ジョナサン/ナサニエル/サミュエル/ウォレス・ウーリー
呪いをかけられたウーリー家代々の当主。
ジェニファー
ウーリー家に復讐を誓った魔女。
ダドリー・ホワイト
ウォレスの友人。
エステル・マスターソン
ウォレスの婚約者。
ダニエル
ジェニファーの父。
マーガレット
ウーリー家の家政婦。
J・B・マスターソン
エステルの父。

## キャスト
| 役名         | 俳優                   | 日本語吹き替え | 日本語吹き替え |
| 役名         | 俳優                   | テレビ版       | PDDVD版        |
| ------------ | ---------------------- | -------------- | -------------- |
| ウォレス     | フレデリック・マーチ   | 北町史郎       | 大塚智則       |
| ジェニファー | ヴェロニカ・レイク     |                | 渡邉絵理       |
| ダドリー     | ロバート・ベンチリー   | 滝口順平       | 瀬水暁         |
| エステル     | スーザン・ヘイワード   | 片岡藍子       | 吉村まゆみ     |
| ダニエル     | セシル・ケラウェイ     |                | 菅野裕士       |
| エステルの父 | ロバート・ワーウィック |                | 平林正         |

- テレビ版：初回放送1962年9月3日 フジテレビ『テレビ名画座』

## 作品の評価

### 映画批評家によるレビュー
Rotten Tomatoesによれば、22件の評論のうち高評価は95%にあたる21件で、平均点は10点満点中7.50点となっている。

### 受賞歴
第15回アカデミー賞の劇映画音楽賞（ロイ・ウェッブ）にノミネートされた。